# Munkbrarup Herred
Munkbrarup Herred (på tysk Munkbrarupharde) var et herred i det nordlige Angel i Hertugdømmet Slesvig. Hovedbyen var Munkbrarup.
Efter nedlæggelsen af Ryd Kloster efter reformationen oprettede hertug Hans den Yngre det nuværende Lyksborg Slot. Efter hans død i 1622 blev området sammen med en del af Sundeved til det lille afdelte hertugdømme Sønderborg-Lyksborg. Efter den sidste hertugs død faldt området tilbage til kronen. Mens Sundeved-delen kom til Sønderborg Amt som Nybøl Herred, blev det tidligere klosterområde med Lyksborg Slot og flækken (≈handelsplads) af samme navn en del af Flensborg Amt og fik navnet Munkbrarup Herred efter områdets eneste kirkeby Munkbrarup. Som særligt retsdistrikt eksisterede herredet indtil 1867. Herret bestod af tre adelige godser i Grumtoft og Kværn Sogn sogne samt gården Filipsdal i Stenbjerg Sogn.
Herreds våbenbilledet er Skt. Laurentius rist. Skt. Laurentius var Munkbrarup kirkes patron. Området ligger nu i Slesvig-Flensborg kreds i delstaten Slesvig-Holsten (Sydslesvig). Herredet har store skovstrækninger såsom de tidligere domaineskove Fredskov med Keglebjerg og Jomfrubjerg, Tremmerup Skov med Carolinelund og Ville, Sønderskov og Vesris.